# Tensor de Weyl
En geometria diferencial, el tensor de curvatura de Weyl, anomenat així en honor a Hermann Weyl, és una mesura de la curvatura de l'espaitemps o, de manera més general, una varietat pseudo-riemanniana. Igual que el tensor de curvatura de Riemann, el tensor de Weyl expressa la força de marea que sent un cos quan es mou al llarg d'una geodèsica. El tensor de Weyl difereix del tensor de curvatura de Riemann perquè no transmet informació sobre com canvia el volum del cos, sinó només com la forma del cos es distorsiona per la força de la marea. La curvatura de Ricci, o component de traça del tensor de Riemann conté precisament la informació sobre com canvien els volums en presència de forces de marea, de manera que el tensor de Weyl és el component sense traça del tensor de Riemann. Aquest tensor té les mateixes simetries que el tensor de Riemann, però compleix la condició addicional que no estigui traça: la contracció mètrica en qualsevol parell d'índexs produeix zero. S'obté del tensor de Riemann restant un tensor que és una expressió lineal del tensor de Ricci.
En la relativitat general, la curvatura de Weyl és l'única part de la curvatura que existeix a l'espai lliure — solució de l'equació d'Einstein al buit — regeix la propagació de les ones gravitatòries a través de regions de l'espai desproveïdes de matèria. De manera més general, la curvatura de Weyl és l'únic component de curvatura per a varietats planes de Ricci i sempre regeix les característiques de les equacions de camp d'una varietat d'Einstein.
A les dimensions 2 i 3, el tensor de curvatura de Weyl s'esvaeix de manera idèntica. En dimensions ≥ 4, la curvatura de Weyl és generalment diferent de zero. Si el tensor de Weyl s'esvaeix en una dimensió ≥ 4, aleshores la mètrica és localment plana i conforme: existeix un sistema de coordenades local en què el tensor mètric és proporcional a un tensor constant. Aquest fet va ser un component clau de la teoria de la gravitació de Nordström, que va ser un precursor de la relativitat general.

## Definició
El tensor de Weyl es pot obtenir a partir del tensor de curvatura total restant diverses traces. Això es fa més fàcilment escrivint el tensor de Riemann com un tensor de valència (0,4) (contraint-se amb la mètrica). El tensor de Weyl de valència (0,4) és llavors
(Petersen 2006, p. 92)
{\displaystyle C=R-{\frac {1}{n-2}}\left(\mathrm {Ric} -{\frac {s}{n}}g\right){~\wedge \!\!\!\!\!\!\!\!\;\bigcirc ~}g-{\frac {s}{2n(n-1)}}g{~\wedge \!\!\!\!\!\!\!\!\;\bigcirc ~}g}
on n és la dimensió de la varietat, g és la mètrica, R és el tensor de Riemann, Ric és el tensor de Ricci, s és la curvatura escalar i {\displaystyle h{~\wedge \!\!\!\!\!\!\!\!\;\bigcirc ~}k} denota el producte Kulkarni-Nomizu de dos tensors simètrics (0,2):
{\displaystyle {\begin{aligned}(h{~\wedge \!\!\!\!\!\!\!\!\;\bigcirc ~}k)\left(v_{1},v_{2},v_{3},v_{4}\right)=\quad &h\left(v_{1},v_{3}\right)k\left(v_{2},v_{4}\right)+h\left(v_{2},v_{4}\right)k\left(v_{1},v_{3}\right)\\{}-{}&h\left(v_{1},v_{4}\right)k\left(v_{2},v_{3}\right)-h\left(v_{2},v_{3}\right)k\left(v_{1},v_{4}\right)\end{aligned}}}
En notació de component tensor, això es pot escriure com
{\displaystyle {\begin{aligned}C_{ik\ell m}=R_{ik\ell m}+{}&{\frac {1}{n-2}}\left(R_{im}g_{k\ell }-R_{i\ell }g_{km}+R_{k\ell }g_{im}-R_{km}g_{i\ell }\right)\\{}+{}&{\frac {1}{(n-1)(n-2)}}R\left(g_{i\ell }g_{km}-g_{im}g_{k\ell }\right).\ \end{aligned}}}
El tensor de Weyl valent ordinari (1,3) es dóna llavors contraint l'anterior amb la inversa de la mètrica.
La descomposició ( 1 ) expressa el tensor de Riemann com una suma directa ortogonal, en el sentit que
{\displaystyle |R|^{2}=|C|^{2}+\left|{\frac {1}{n-2}}\left(\mathrm {Ric} -{\frac {s}{n}}g\right){~\wedge \!\!\!\!\!\!\!\!\;\bigcirc ~}g\right|^{2}+\left|{\frac {s}{2n(n-1)}}g{~\wedge \!\!\!\!\!\!\!\!\;\bigcirc ~}g\right|^{2}.}
Aquesta descomposició, coneguda com a descomposició de Ricci, expressa el tensor de curvatura de Riemann en els seus components irreductibles sota l'acció del grup ortogonal.  A la dimensió 4, el tensor de Weyl es descompon encara més en factors invariants per a l'acció del grup ortogonal especial, les parts autodual i antiautodual C+ i C -.
El tensor de Weyl també es pot expressar mitjançant el tensor de Schouten, que és un múltiple ajustat per traça del tensor de Ricci,
{\displaystyle P={\frac {1}{n-2}}\left(\mathrm {Ric} -{\frac {s}{2(n-1)}}g\right).}
Aleshores
{\displaystyle C=R-P{~\wedge \!\!\!\!\!\!\!\!\;\bigcirc ~}g.}
En índexs,
{\displaystyle C_{abcd}=R_{abcd}-{\frac {2}{n-2}}\left(g_{a[c}R_{d]b}-g_{b[c}R_{d]a}\right)+{\frac {2}{(n-1)(n-2)}}R~g_{a[c}g_{d]b}}
on {\displaystyle R_{abcd}} és el tensor de Riemann, {\displaystyle R_{ab}} és el tensor de Ricci, {\displaystyle R} és l'escalar de Ricci (la curvatura escalar) i els claudàtors al voltant dels índexs fan referència a la part antisimètrica. De manera equivalent,
{\displaystyle {C_{ab}}^{cd}={R_{ab}}^{cd}-4S_{[a}^{[c}\delta _{b]}^{d]}}
on S denota el tensor de Schouten.